# S/2019 (31) 1
S/2019 (31) 1 ist ein Mond des äußeren Hauptgürtel-Asteroiden (31) Euphrosyne. Sein mittlerer Durchmesser beträgt 4,25 Kilometer.

## Entdeckung und Benennung
S/2019 (31) 1 wurde am 15. März 2019 durch ein Astronomenteam bestehend aus Pierre Vernazza, Benoît Carry, Frédéric Vachier, Josef Hanuš, Jérôme Berthier, Bin Yang, Franck Marchis und dem HARISSA-Team unter Verwendung adaptiver Optik auf Aufnahmen entdeckt, die mit dem 8,2-m-Very Large Telescope (VLT) am Paranal-Observatorium in Chile angefertigt wurden. Die Aufnahmen entstanden während sechs verschiedenen Epochen zwischen dem 15. März und dem 10. April 2019.
Die Entdeckung wurde am 17. Mai 2019 bekanntgegeben; der Mond erhielt die vorläufige Bezeichnung S/2019 (31) 1. Eine offizielle Namensvergabe von der IAU steht noch aus.

## Bahneigenschaften
S/2019 (31) 1 umläuft Euphrosyne auf einer prograden, annähernd äquatorialen und kreisförmigen Umlaufbahn in einem mittleren Abstand von 672 km Abstand zum Planetoiden; das entspricht etwa 5 Euphrosyne-Radien bzw. 316 Dimorphos-Radien. Für einen Umlauf benötigt der Mond rund 29 Stunden und 1 Minute, was rund 1698 Umläufen in einem Euphrosyne-Jahr (5,6 Erdjahre) entspricht. Die Bahnexzentrizität beträgt 0,043, die Bahn ist 1,4° gegenüber dem Äquator von Euphrosyne geneigt.
In diesem Binärsystem dauert ein Monat dementsprechend 5,24 Euphrosyne-Tage.
Vom Orbit von S/2019 (31) 1 wird angenommen, dass er stabil ist, denn er liegt weit innerhalb von Euphrosyne Hill-Radius, jedoch auch weit außerhalb des synchronen Orbits.

## Physikalische Eigenschaften

### Größe
Nach aktuellem Kenntnisstand hat S/2019 (31) 1 einen Durchmesser von 4,25 km (knapp 1/15 des Zentralkörpers), beruhend auf Euphrosynes geschätzter Dichte von um 1,65 g/cm3 sowie dem Euphrosyne entsprechenden, angenommenen gleichen Rückstrahlvermögen von etwa 5 %. Die Entdeckung des Mondes hatte keinen nennenswerten Einfluss auf die Größenbestimmung des Mutterasteroiden, dieser weist aktuellen Schätzungen nach eine Größe von 267 km auf.
Ausgehend von einem mittleren Durchmesser von 4,25 km ergibt sich eine Oberfläche von etwa 56,7 km2, was in etwa der Fläche des deutschen Starnberger Sees entspricht.
| Jahr | Abmessungen km | Quelle      |
| ---- | -------------- | ----------- |
| 2019 | 6              | Carry u. a. |
| 2020 | 4,25 ± 0,45    | Yang u. a.  |

Die präziseste Bestimmung ist fett markiert.

### Innerer Aufbau
Da S/2019 (31) 1 eine ähnliche Farbe wie der Mutterkörper aufweist, geht man davon aus, dass der Mond aus demselben Material wie Euphrosyne besteht und daher denselben Spektraltyp (C) aufweist. Aufgrund des ähnlichen Spektrums ist S/2019 (31) 1 entweder ein Fragment aus einer einstigen Kollision auf Euphrosyne oder ein Bruchstück der Kollision, durch die die Euphrosyne-Familie entstand.